# مسابقات قهرمانی بسکتبال جوانان آسیا ۲۰۰۸

نماد بازی‌ها

مسابقات قهرمانی بسکتبال جوانان آسیا 2008 بیستمین دورهٔ مسابقات قهرمانی بسکتبال جوانان آسیا است که در سال ۲۰۰۸ (میلادی) در تهران برگزار شده‌است. در این مسابقات تیم ترکیه انتخاب شد، اما در پی انصراف آنان تیم قرقیزستان به جای آنان انتخاب شد. قرقیزستان نیز در پی مرگ ناگهانی بیشتر بازیکنانش در سقوط پرواز شماره ۶۸۹۵ هواپیمایی آسمان انصراف داد.اندوه این سانحه انقدر زیاد بود که بسیاری از بازیکنان تیم ملی بسکتبال جوانان ایران از شدت درد لبهایشان را روی لبهایشان فشار داده ، صدا را در سینه حبس کرده و داد نزدند. ایران با وجود درد این سانحه در این دوره به قهرمانی دست یافت.

## رده‌بندی پایانی
| #       | تیم           | برد-باخت |
| ------- | ------------- | -------- |
| قهرمان  | ایران         | 7-1      |
| دوم     | قزاقستان      | 5-3      |
| سوم     | سوریه         | 3-4      |
| چهارم   | ژاپن          | 4-4      |
| پنجم    | چین           | 7-1      |
| ششم     | کرهٔ جنوبی     | 5-3      |
| هفتم    | فیلیپین       | 4-4      |
| هشتم    | لبنان         | 4-4      |
| نهم     | تایوان        | 4-2      |
| دهم     | اردن          | 4-3      |
| یازدهم  | عربستان سعودی | 2-4      |
| دوازدهم | هنگ کنگ       | 2-5      |
| سیزدهم  | هند           | 2-4      |
| چهاردهم | امارات        | 1-6      |
| پانزدهم | مالزی         | 0-5      |